# 小行星7822
小行星7822（英語：7822）是一颗围绕太阳公转的小行星。1991年2月13日，罗伯特·H·麦克诺特在赛丁泉山发现了此天体。
这颗小行星的绝对星等为249.4556179117514等。